# Hans-Josef Graefen
Hans-Josef Graefen (* 27. Februar 1953 in Cochem) ist ein deutscher Jurist. Er war von 2011 bis 2017 Präsident des Oberlandesgerichtes Koblenz.

## Leben
Hans-Josef Graefen studierte Rechtswissenschaft und trat 1979 als Richter in den Justizdienst des Landes Rheinland-Pfalz ein. Als Assessor war er beim Landgericht Koblenz und beim Amtsgericht Mayen tätig, bevor er 1983 zum Richter auf Lebenszeit am Landgericht Koblenz ernannt wurde. Es folgte im Jahr 1990 eine Abordnung an das Oberlandesgericht Koblenz, wo er im Anschluss zum Richter am Oberlandesgericht ernannt wurde.
Im Rahmen des Aufbau Osts war er bis 1992 an das Thüringer Justizministerium zur Unterstützung des Aufbaus der Justiz im Freistaat Thüringen abgeordnet. Danach folgte eine Abordnung an das Ministerium der Justiz Rheinland-Pfalz und im Juli 1995 die Ernennung zum Präsidenten des Landgerichtes Bad Kreuznach. Graefen kehrte im Juni 2001 in das Ministerium der Justiz in Mainz zurück und übernahm die Leitung der Zentralabteilung. Im Juli 2002 wurde er zum Präsidenten des Landgerichtes Koblenz ernannt.
Im November 2011 wurde er zum Präsidenten des Oberlandesgerichtes Koblenz ernannt. Er folgte auf Heinz Georg Bamberger, der bereits 2006 aus dem Amt ausgeschieden war. Der Ernennung ging ein mehrjähriger Rechtsstreit um die Neubesetzung des Präsidentenamtes voraus. Graefen trat im Februar 2017 in den Ruhestand. Seine Nachfolgerin wurde Marliese Dicke.
Graefen ist verheiratet, Vater von zwei Töchtern und Mitglied der CDU.